# Lacul Viorica
Lacul Viorica este un lac glaciar situat în Parcul Național Retezat din Munții Retezat (Carpații Meridionali, România), la o altitudine de 2070 m. Cu o lungime de 190 m și o lățime medie de 60 m, însumează o suprafață de 1,30 hectare și o adâncime maximă de 2,15 metri.
Are forma unui corn, iar în apropierea lui se găsesc lacurile Florica și Ana, dar și un ochi de apă, din a cărui suprafață trei sferturi sunt acoperite cu turbă. Mai către apus există alte două lacuri mai mici. Spre S - SV de lacul Viorica, este cel de-al cincilea lac al grupului Viorica. Surplusul de apă din lac formează o cascadă pe pragul din capătul lacului și mai multe cascade mici în drum către Lacul Ana. Este populat de păstrăvi.